# Eutropis carinata
Eutropis carinata là một loài thằn lằn trong họ Scincidae. Loài này được Schneider mô tả khoa học đầu tiên năm 1801.

## Hình ảnh

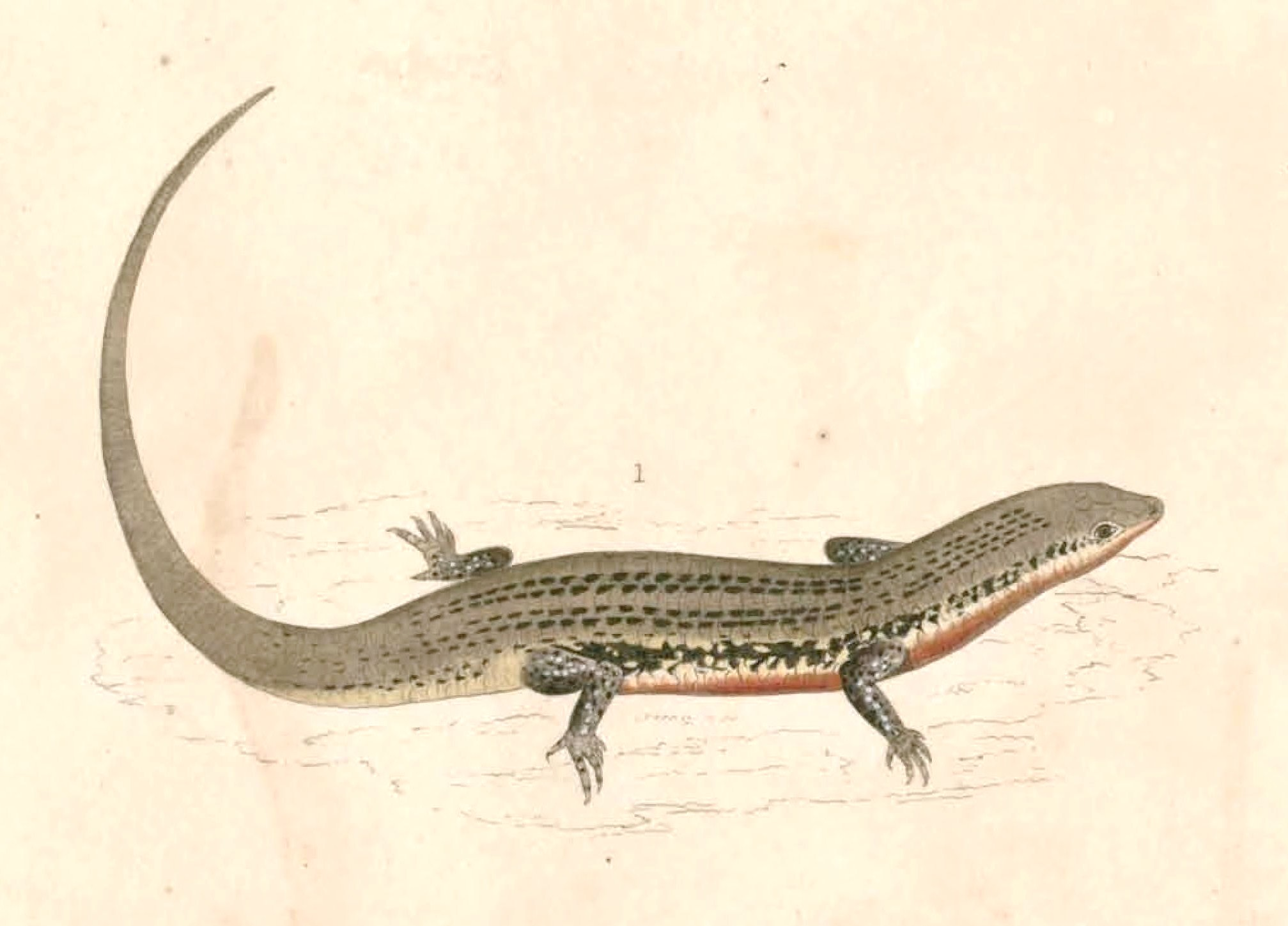
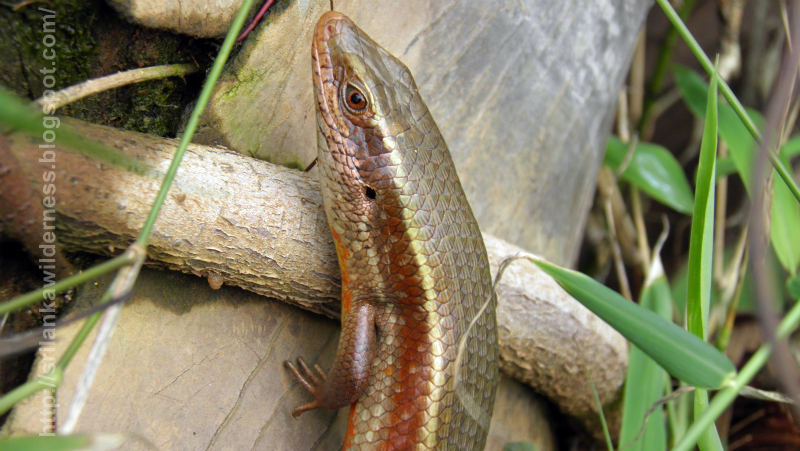
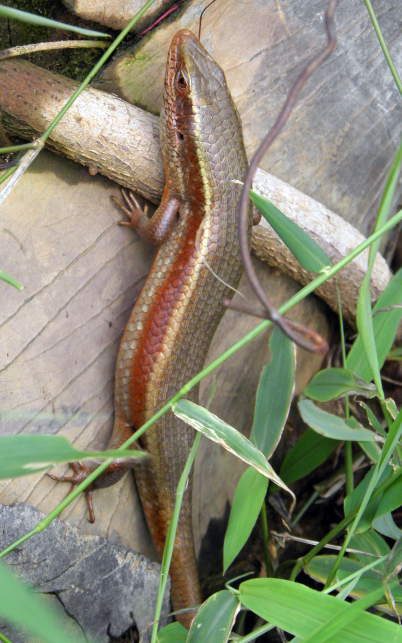
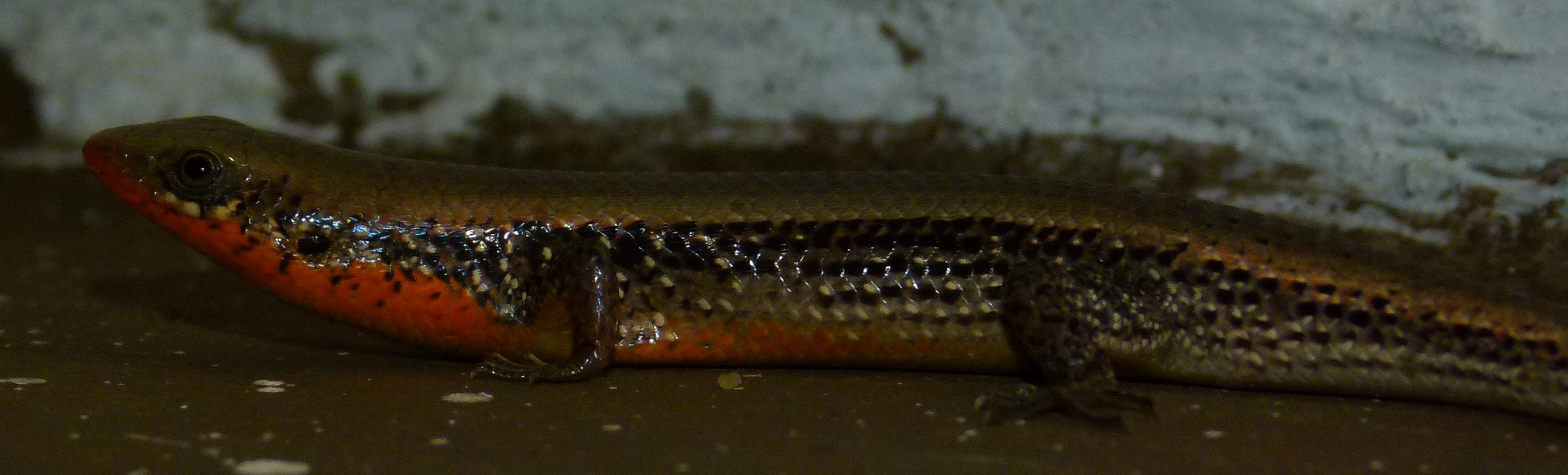